# CHiLLi.cc
CHiLLi.cc – Europas unabhängige Jugendseite war ein unabhängiges, österreichisches Online-Jugendmagazin. Es war von September 1999 bis März 2010 statisch online; seit September 2002 erschienen die Online-Ausgaben des Magazins wöchentlich am Dienstag zu den Themen österreichische Politik, Europa, Weltpolitik, Kultur, Gesellschaft und Sport. Bei der Berichterstattung wurde ein besonderes Augenmerk auf Jugendbezug und Nischenthemen gelegt.
Die Redaktion bestand aus rund fünfzig ehrenamtlichen Mitarbeitern und arbeitete nach dem Prinzip „von jungen Menschen, für junge Menschen“. Im Jahr 2001 wurde der „Verein CHiLLi“ gegründet, der seither Medieninhaber des Magazins ist. CHiLLi.cc finanzierte sich durch Werbeeinnahmen, Content-Verkauf, Mitgliederbeiträge und Spenden. Herausgeber von CHiLLi.cc sind János Aladár Fehérváry und Helmut Wandl. Im Mai 2008 wurde die CHiLLi.cc-Redaktion vom Europäischen Parlament im Rahmen des europäischen Jugendpressewettbewerbs als beste Jugend-Onlineredaktion ausgezeichnet.
Am 2. September 2008 wurde per Presseaussendung und Interview für den österreichischen Jugendkulturradiosender FM4 die vorläufige Einstellung des redaktionellen CHiLLi.cc-Betriebes von Fehérváry mitgeteilt. CHiLLi.cc wurde zum Verkauf ausgeschrieben. Ab 7. Oktober 2008 ging CHiLLi.cc in enger Kooperation mit der Presse wieder online, damit konnte der Verkauf abgewendet werden. Im März 2010 ging das Nachfolgeportal mokant.at online.

## Verbreitung
Laut Selbstdarstellung des Magazins und dessen Vermarkters Uniwerbung hatte CHiLLi.cc monatlich rund 65.000 Leser (‚Unique Clients‘), monatlich 670.000 Klicks (‚Page Impressions‘) und 12.000 Mitglieder (‚Unique User‘) in der CHiLLi.cc Community. CHiLLi.cc erschien dienstags, 52-mal im Jahr.
Zur Förderung der überregionalen Berichterstattung wurde im April 2007 die Redaktion in Wien durch eine Redaktion in Innsbruck (Westredaktion) erweitert. Anfang des Jahres 2008 startete die Arbeit einer Redaktion in Graz.

## Inhalt und Blattlinie
CHiLLi.cc bezeichnete seine Blattlinie als gesellschaftsliberal. Das Magazin wendete sich vorwiegend an junge Leser und wollte die außerschulische sowie außeruniversitäre Entfaltung von jungen Menschen fördern. CHiLLi.cc setzte bei seiner Berichterstattung besonderes Augenmerk auf Jugendorganisationen und Jugendkultur. Es bezeichnete sich selbst als unabhängig von politischen Parteien, Institutionen und Interessengruppen, möchte sich jedoch laut Blattlinie und Redaktionsstatut gegen Rassismus, Sexismus und Populismus einsetzen.
Neben der Berichterstattung in den Ressorts Österreich, Europa, Welt, Kultur, Gesellschaft und Sport erschienen auch wöchentlich Kommentare und Glossen der Redakteure. Gastkommentare, verfasst von themenspezifischen Experten, wie etwa Wissenschaftler und Politiker, erschienen ebenfalls regelmäßig auf CHiLLi.cc.
CHiLLi.cc verstand sich selbst als Zweitzeitung. Das wöchentliche Erscheinen des Magazins und die Konzentration auf jugendbezogene Nischenthemen sollten eine Erweiterung zur restlichen Medienlandschaft in Österreich darstellen.

## Geschichte
CHiLLi wurde am 7. August 1999 von den Journalisten Fehérváry und Erich Nuler bei einer ersten Planungs- und Redaktions-Sitzung gegründet. Ziel war es, bis Ende des Jahres 1999 ein Printprodukt herauszugeben. In den Gründungsjahren 1999 und 2000 war der Journalist Thomas Rottenberg Konsulent der CHiLLi-Redaktion.
Die Finanzierung des Printmagazins gestaltete sich als schwierig, da der Werbemarkt einbrach. Österreichweit wurden die Werbeetats für den Jugendbereich gekürzt. Aufgrund fehlenden Finanzkapitals für die Gründung ergaben sich Startschwierigkeiten.
Unter dem Namen „CHiLLi pur“ und der URL www.chilli.cc wird am 1. September 1999 die vorerst statische Website des Printmagazins gestartet. Ab November 1999 wurde dynamischer, tagesaktueller Inhalt auf „CHiLLi pur“ angeboten.
Am 20. Dezember 1999 erscheint das erste CHiLLi-Printprodukt mit einer Auflage von 65.000 Stück. Es entstanden Verträge über die Unterstützung und Finanzierung mit der SPÖ-Wien und mehreren österreichischen Banken. Die Finanzierungs-Partner garantierten vertraglich insbesondere Redaktionsfreiheit und journalistisch unabhängiges Arbeiten.
2001 kam es zur Gründung des Vereins CHiLLi und gleichzeitig zu einer klaren Abgrenzung von der Wiener SPÖ. „CHiLLi – Verein für freie und unabhängige Medienarbeit“ wurde der neue Medieninhaber und Herausgeber des Printproduktes. Die Gründer sowie Finanziers des „Vereins CHiLLi“ waren die Jugendlichen Fehérváry, Holubarz und Wandl. Der „Verein CHiLLi“ musste der SPÖ die Domains www.chilli.cc und www.chilli.at um 50.000 Schilling (umgerechnet 3.622,64 Euro) abkaufen, damit CHiLLi.cc journalistisch unabhängig im Web publizieren kann.
Im Mai 2001 wurde die erste und letzte Printausgabe vom Verein CHiLLi herausgegeben. Da das Interesse ehemaliger Mitarbeiter und Leser am Fortbestehen von CHiLLi weiterhin groß war, kam es zu einer Neukonzeption als wöchentlich publiziertes Online-Produkt. Die Finanzierung erfolgte damals hauptsächlich durch Mitgliederbeiträge von den Vereinsmitgliedern Fehérváry und Robert Holubarz mittels Spenden und Investition von Privatkapital.
Die wöchentliche Produktion auf www.CHiLLi.cc startete am 1. September 2002. Die Redaktion bestand aus rund fünfzehn redaktionellen Mitarbeiterinnen und Mitarbeitern. Die Redaktion hatte ihren neuen Sitz in einem Keller-Bürolokal eines Gemeindebaus in der Pfeilgasse in der Josefstadt. In den folgenden Jahren arbeiteten stets rund sechzig redaktionelle Mitarbeiter bei CHiLLi.cc mit.
Ende des Jahres 2004 steckte sich CHiLLi das Ziel als Presseagentur für junge Menschen zu fungieren und konzentrierte sich auf die Publikation von „CHiLLi.cc - Österreichs unabhängige Jugendseite“.
„CHiLLi.cc macht Kabarett“ im Jahr 2005: Die Kultur-Journalistin Michaela Fabian startet intensive Kabarettberichterstattung auf CHiLLi.cc/kabarett mit der Zielsetzung, jungen Kabarettisten mehr öffentliche Wirkung zu ermöglichen und dadurch zu fördern. Im Gegenzug dazu gehen österreichische Kabarettisten auf die Bühne. Unter dem Motto „CHiLLi.cc macht Kabarett“ spielten unter anderem die Kabarettisten Josef Hader, Pepi Hopf, I Stangl, Fredi Jirkal, Leo Lukas, Gerold Rudle, Thomas Stipsits oder Mike Supancic.
Im Mai 2005 erfolgte ein grafischer Relaunch der Seite.
Mai, Juni 2006: Die CHiLLi.cc-Leser konnten im Rahmen der CHiLLi.cc-Initiative „Österreich wählt den Jugendkanzler“ ihren „Jugendkanzler“ wählen. Online gewählt wurde dabei der ÖVP-nahe Georg Hanschitz. Die damalige österreichische Jugendministerin Ursula Haubner (BZÖ) verweigerte die ursprünglich von ihr zugesagte Unterstützung dieses Projektes. Das Projekt „Österreich wählt den Jugendkanzler“ wurde somit politisch erfolglos beendet.
Gründung der CHiLLi.cc-Westredaktion in Innsbruck zur Förderung der Berichterstattung aus Westösterreich, Süddeutschland und Norditalien (Südtirol) im April 2007. Gründer und Leiter der CHiLLi.cc-Westredaktion ist Stefan Hohenwarter.
Im Jänner 2008 wurde bei CHiLLi.cc damit begonnen eine Redaktion in Graz aufzubauen.
Redesign von CHiLLi.cc am 3. Juni 2008. CHiLLi.cc-Umbenennung von „Österreichs unabhängige Jugendseite“ auf „Europas unabhängige Jugendseite“.
Von März bis August 2008 ging der Verein CHiLLi und CHiLLi.cc eine strategische Kooperation mit der Marketingservice-Gesellschaft Cycamp GmbH (Uniwerbung) ein mit dem Ziel der Fusionierung von CHiLLi mit Cycamp. Im März 2008 übersiedelte der Verein CHiLLi und die CHiLLi.cc-Redaktion im Rahmen dieser Kooperation von der Pfeilgasse in das Cycamp-Büro in der Universitätsstraße am Alsergrund. Ende August 2008 scheiterten jedoch die finalen Merger-Verhandlungen zwischen dem Verein CHiLLi und der Cycamp GmbH. Damit wurde die strategische Kooperation CHiLLi–cycamp mit 31. August 2008 aufgelöst.
Als Folge dessen, dem Ausbleiben von notwendigem Investitionskapital, fehlten den CHiLLi.cc-Machern langfristige unternehmerische und publizistischer Perspektiven: Der Verein CHiLLi stellte den redaktionellen Betrieb von CHiLLi.cc Ende August ein. Dieses Aus von CHiLLi.cc wurde am 2. September 2008 verlautbart und sorgte für Medienresonanz in Österreich. Die Werte rund um CHiLLi.cc standen seit 2. September 2008 zum Verkauf. Laut einem am 11. September 2008 veröffentlichten Interview mit dem CHiLLi.cc-Herausgeber Fehérváry in der Wochenzeitung Die Furche soll es Angebote zweier größerer heimischer Verlagshäuser gegeben haben, nach Fehérváry hätte die Wiederaufnahme der redaktionellen CHiLLi.cc-Publikation ab Oktober 2008 in Kooperation mit einem großen österreichischen Qualitätsmedienhaus stattfinden können.
Ende September 2008 wurde CHiLLi.cc aufgrund einer Kooperation mit der Presse gerettet. Ab 7. Oktober 2008 erschien CHiLLi.cc wieder wöchentlich.
Ende 2009 wurde die Kooperation mit der Presse aufgelöst. Der Verein gründete sich ohne János Aladár Fehérváry neu und startete am 18. März 2010 das neue Onlineportal mokant.at.